# Vojňany
Vojňany (do 1948 roku Krig) – wieś w północnej Słowacji, w kraju preszowskim, w powiecie Kieżmark. W 2016 roku liczyła 299 mieszkańców.
Pierwsza pisemna wzmianka o wsi pochodzi z 1235 roku.
W 2011 roku rozkład populacji względem narodowości i przynależności etnicznej wyglądał następująco:
- Słowacy – 93,59%
- narodowość nieznana – 6,41%

## Kultura
We wsi jest używana gwara przejściowa słowacko-spiska. Gwara spiska jest zaliczana przez polskich językoznawców jako gwara dialektu małopolskiego języka polskiego, przez słowackich zaś jako gwara przejściowa polsko-słowacka.